# Nguyễn Thị Kim Ngân
Nguyễn Thị Kim Ngân (Bến Tre, 12 april 1954) is een Vietnamees politicus. Ze is sinds 2016 voorzitter van de Nationale Vergadering van Vietnam.
Op 31 maart 2016 werd zij, nadat zij door haar voorganger Nguyễn Sinh Hùng werd genomineerd, door de Nationale Vergadering tot voorzitter benoemd.
- Gemeinsame Normdatei: 1196638802
- International Standard Name Identifier: 0000 0000 7728 1921
- Library of Congress Control Number: no2010031629
- Virtual International Authority File: 107464643
- WorldCat: E39PBJmdpTXHJjkvF976D9f8YP